# 長野県道429号聖高原停車場線
長野県道429号聖高原停車場線（ながのけんどう429ごう ひじりこうげんていしゃじょうせん）は、長野県東筑摩郡麻績村内のJR篠ノ井線聖高原駅と国道403号を結ぶ一般県道。

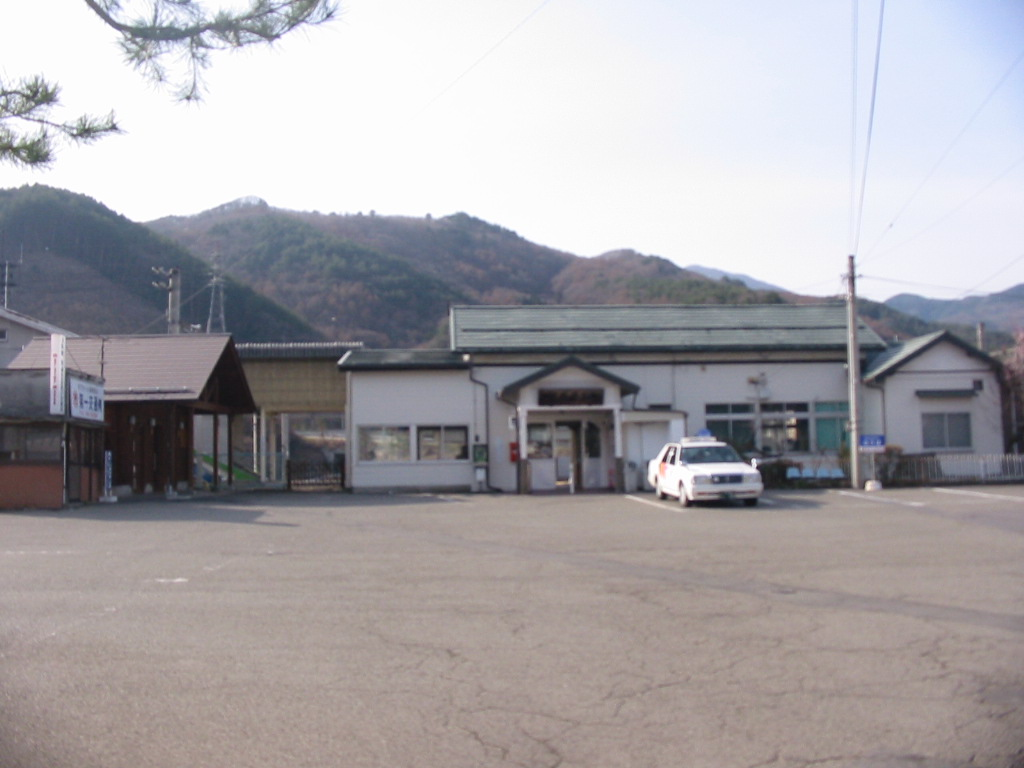
聖高原駅

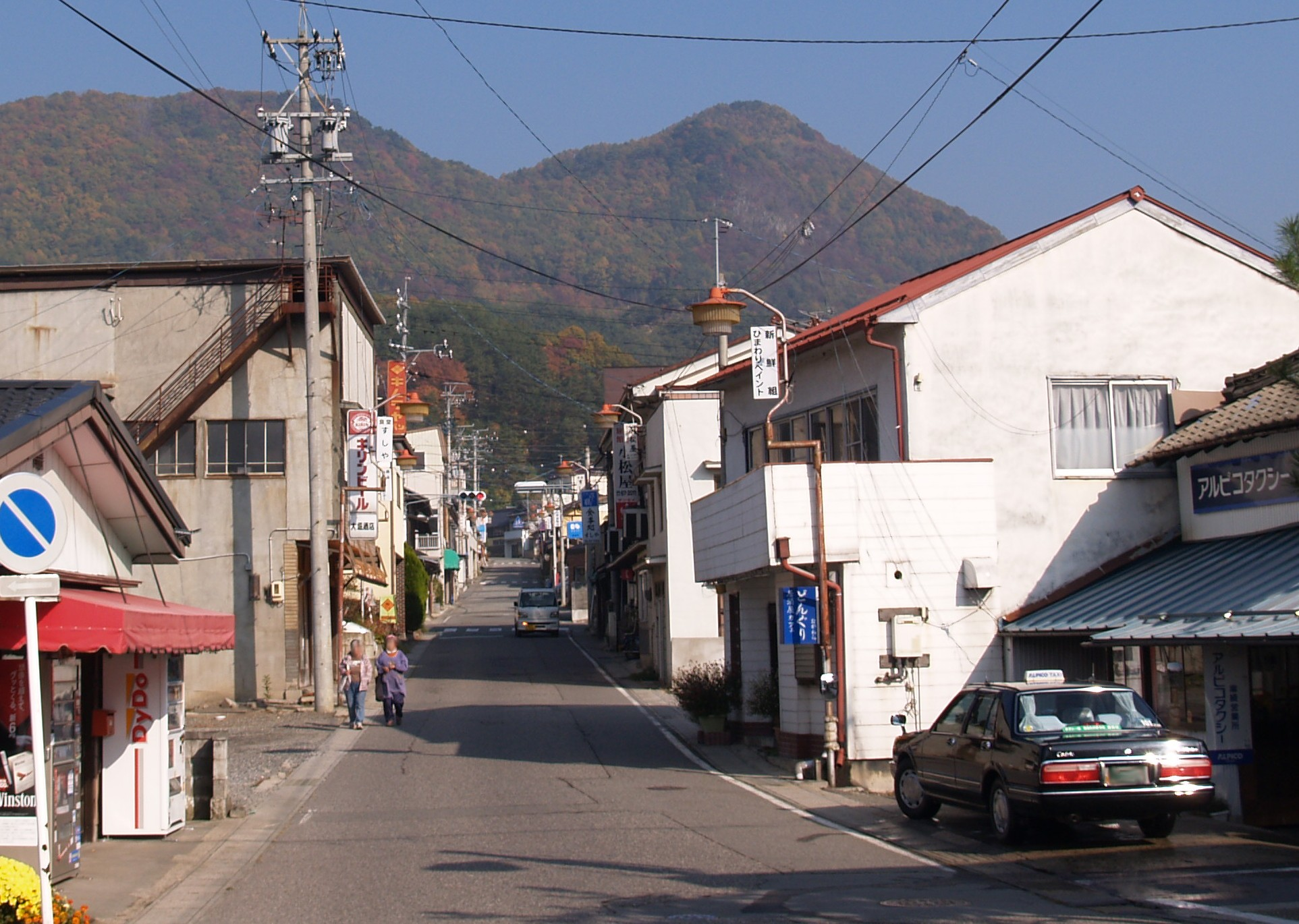
長野県道429号聖高原停車場線（聖高原駅前から、2009年10月）

## 概要

### 路線データ
- 起点：東筑摩郡麻績村麻績（篠ノ井線聖高原駅）
- 終点：東筑摩郡麻績村麻績（聖高原駅入口交差点、国道403号交点）

## 通過する自治体
- 東筑摩郡麻績村

## 交差・接続する道路
- 国道403号 - 東筑摩郡麻績村麻績（聖高原駅入口交差点、終点）